# Nemophas rosenbergii
Nemophas rosenbergii es una especie de escarabajo longicornio del género Nemophas, subfamilia Lamiinae. Fue descrita científicamente por Ritsema en 1881.
Se distribuye por Indonesia. Posee una longitud corporal de 28-42,5 milímetros. El período de vuelo de esta especie ocurre en los meses de marzo, abril, junio, octubre y diciembre.